# Heinrich große Beilage
Ignatz Eduard Heinrich große Beilage (* 5. November 1885 in Druchhorn als Heinrich Benninghaus; † 6. Februar 1955 in Essen (Oldenburg)) war ein deutscher Landwirt und Politiker (CNBL).

## Leben
Heinrich Benninghaus wurde 1885 als Sohn der Familie Benninghaus in Druchhorn geboren. Er war das jüngste Kind des Bauern Georg Benninghaus geb. Korfhage und dessen Ehefrau Carolina geb. Möllmann. Sein älterer Bruder war der spätere Jesuit August Benninghaus (1880–1942).
Heinrich Benninghaus besuchte das Gymnasium Carolinum in Osnabrück und studierte Rechtswissenschaften in München, Kiel und Münster. Er war Mitglied der katholischen Studentenverbindungen AV Rheno-Guestfalia Kiel und VKDSt Saxonia Münster im CV.  Nach der Ersten Juristischen Staatsprüfung schied er 1913 auf eigenen Wunsch aus dem Justizdienst aus und wandte sich der Landwirtschaft zu. 1914 wurde er zum Doktor der Rechte promoviert. Im Anschluss nahm er als Soldat am Ersten Weltkrieg teil.
1920 heiratete er auf den Meierhof Große Beilage in Osteressen, jetzt Teil von Essen, ein und nahm dessen Familiennamen an. Seine Frau, Berta große Beilage, hatte den Hof geerbt, da ihr Bruder Theodor (* 8. Januar 1893 in Osteressen) im Ersten Weltkrieg am 14. September 1918 an der Front gefallen war.
Heinrich große Beilage führte den Hof als Landwirt fort. Daneben war er Vorsitzender des Waldbauernvereins und an der Förderung des Heimatvereins für das Oldenburger Münsterland beteiligt.
Im Zuge der Agrarkrise der 1920er Jahre fand er 1927 zur Landvolkbewegung. Er übte Kritik an der Belastung der Oldenburger Landwirtschaft und rief unter anderem zum Steuerboykott auf. Von 1928 bis 1932 war er für die Christlich-Nationale Bauern- und Landvolkpartei (CNBL) Abgeordneter im Oldenburgischen Landtag.
Bevor er sich 1933 endgültig aus der Politik zurückzog, musste er eine mehrmonatige Gefängnisstrafe antreten, da er zum Geburtstag seines Schwiegervaters statt der Hakenkreuzflagge demonstrativ eine schwarz-weiß-rote Fahne gehisst hatte. Während der Zeit des Nationalsozialismus wurde er mehrfach für kurze Zeit inhaftiert, unter anderem im KZ Vechta wegen fortgesetzter Äußerungen gegen den NS-Staat.